# Korea Kulturhaus Wien

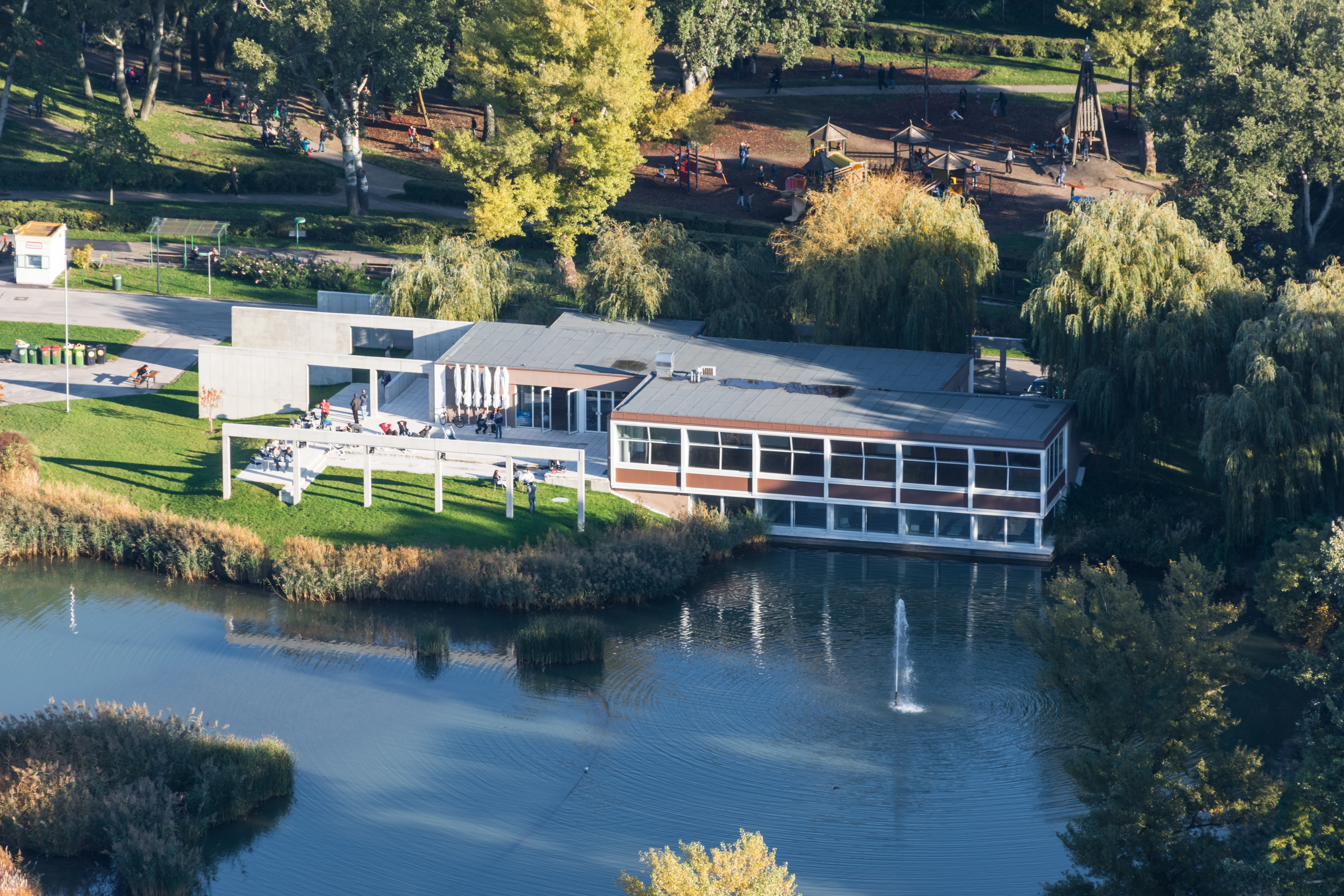
Ehemaliges Seerestaurant am Irissee, jetzt Korea Kulturhaus (2013)

Das Korea Kulturhaus Wien ist ein Kultur- und Kommunikationszentrum im 22. Wiener Gemeindebezirk Donaustadt. Die Errichtung dieses Kulturzentrums erfolgte unter anderem auf eine Anregung von UN-Generalsekretär Ban Ki-moon. Das Gebäude steht unter Denkmalschutz.

## Geschichte

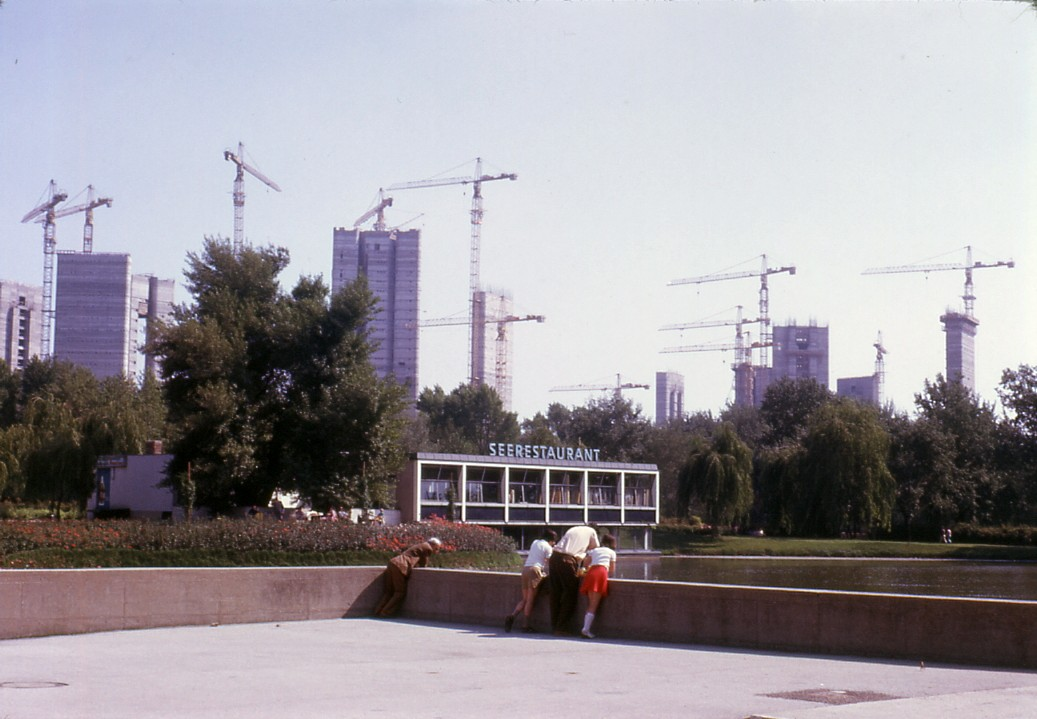
Seerestaurant, dahinter das im Bau befindliche VIC (1974)

Das Gebäude wurde anlässlich der internationalen Gartenschau 1964 (WIG 64) im Donaupark, am Ufer des künstlich angelegten Irissees nach einem Entwurf des Architekten Kurt Schlauss errichtet. Es ist eines der seltenen Zeugnisse der Freizeitarchitektur in der Wiener Nachkriegsmoderne.
Nach der Gartenschau wurde das Gebäude als Restaurant weitergenutzt. Später wurde es zum Baracuda-Dancing-Lokal und auch als Fitness-Studio verwendet. Vor der Renovierung stand es mehrere Jahre leer und verfiel. Diese Phase wurde nur im Sommer 2006 durch zahlreiche Musikevents unterbrochen. Ein 2008 geplanter Umbau zu einem Bürogebäude wurde nicht verwirklicht.

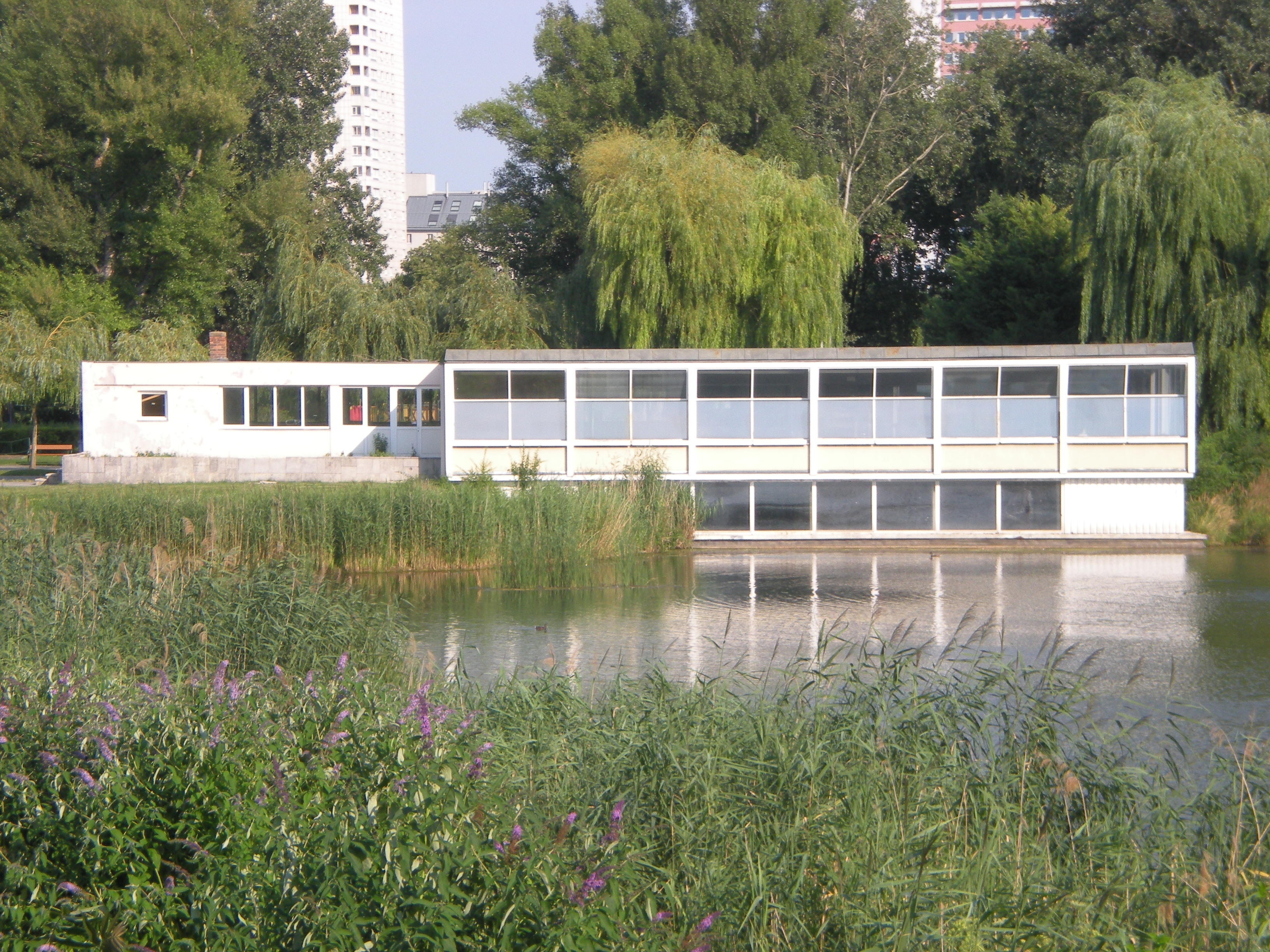
Das Gebäude kurz vor der Adaptierung zum Korea Kulturhaus (2011)

Der Verein zur Förderung eines koreanischen Kulturhauses in Wien entdeckte 2010 das zu diesem Zeitpunkt bereits vom Abbruch bedrohte Gebäude. Die Planung der Umgestaltung für den neuen Zweck übernahm der Architekt H-Sang Seung. Der Umbau erfolgte unter strengen Auflagen des Bundesdenkmalamtes. Eine besondere Herausforderung bei der Umgestaltung ergab sich aus der notwendigen thermischen Sanierung, da die ursprüngliche Nutzung ausschließlich für die Sommermonate geplant war. Die Finanzierung der ca. 1,5 Mio. Euro für die Adaptierung stammt aus Kulturtöpfen der Republik Korea sowie aus Spenden.

## Gebäude

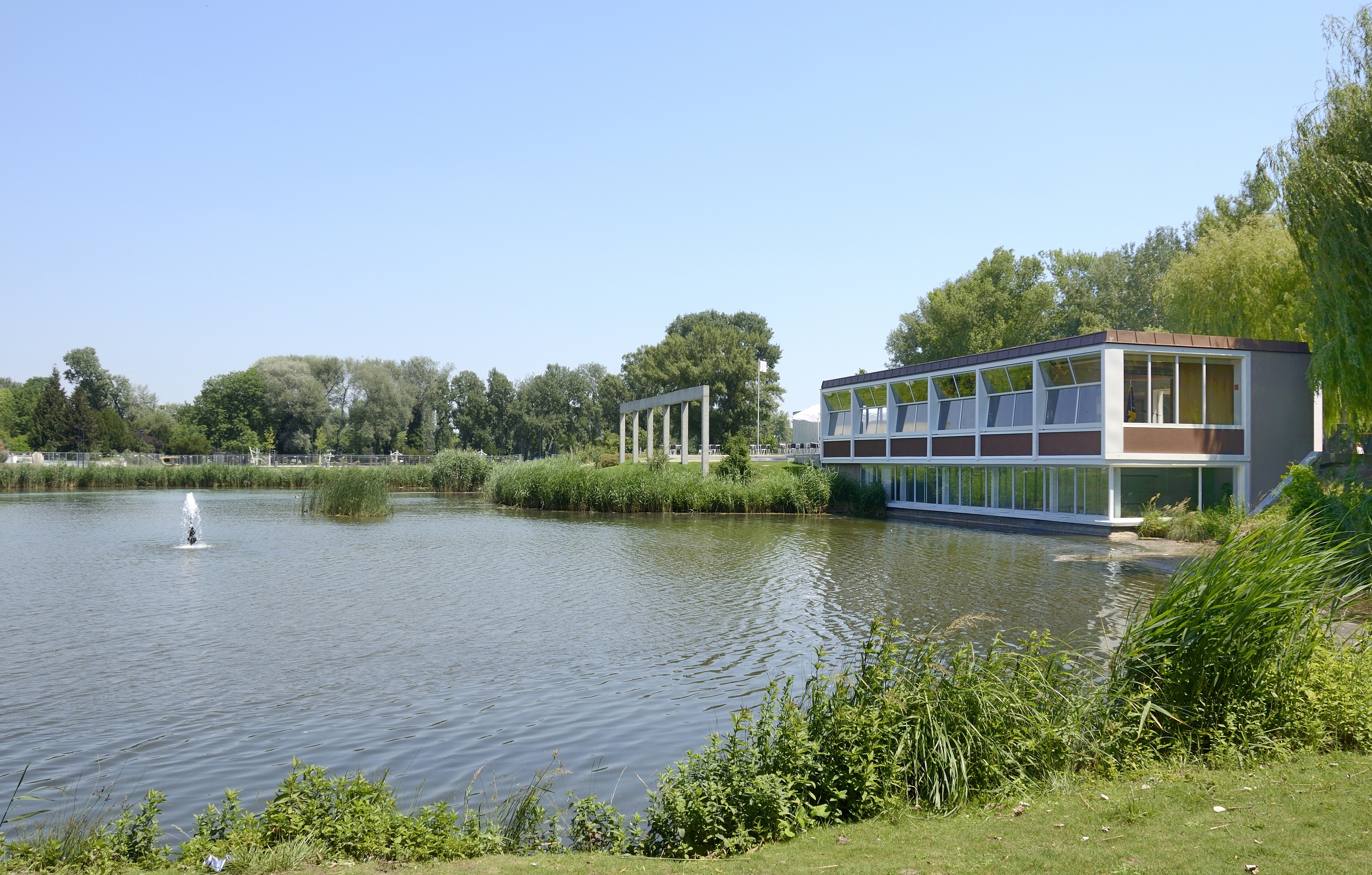
Kurz nach der Neueröffnung (2013)

Der zweigeschoßige Bau ist als liegender Quader mit Pfeilern konzipiert. Besonders prägend ist die 24 Meter lange, mit großflächigen Fensterflächen versehene Seefassade. Im Obergeschoß lassen sich die Fensterelemente mittels Gegengewichten nach oben heben. Im unteren Schiffsrestaurant sind die Fenster über Gelenke und Führungsschienen seitlich verschiebbar. Der Boden des unteren Geschoßes liegt tiefer als der Wasserspiegel des Sees. Dadurch entsteht der Eindruck eines vor Anker liegenden Schiffes.

## Aktuelle Nutzung

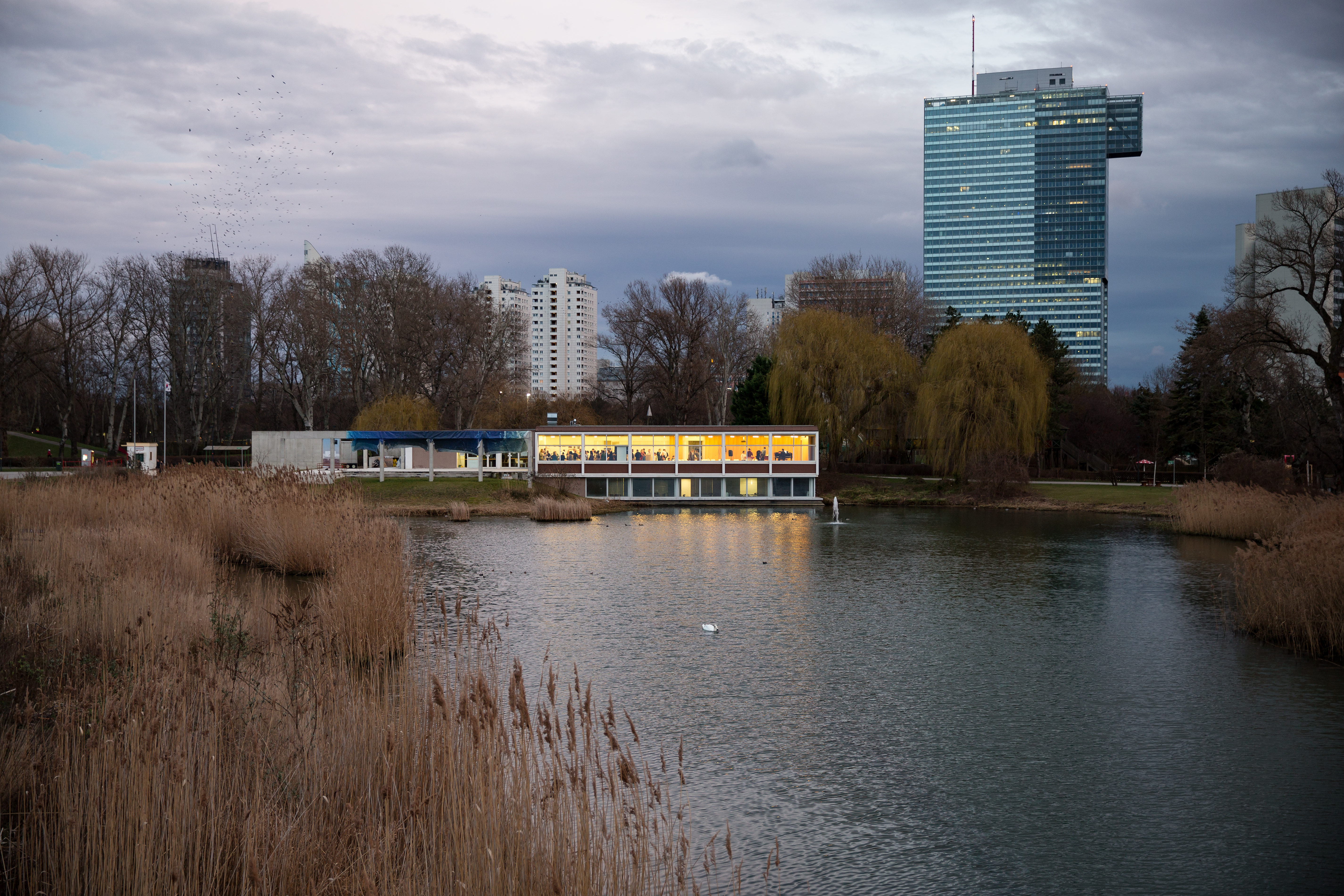
Korea Kulturhaus (2016)

Am 3. Mai 2012 wurde das umfassend renovierte Gebäude mit einem Fest in Anwesenheit des Botschafters der Republik Korea Hyun Cho, des österreichischen Bundespräsidenten Heinz Fischer und der Wiener Umweltstadträtin Ulli Sima eröffnet.
Das Angebot des Kulturzentrums an die Besucher geht von einem Teehaus über eine Bibliothek bis hin zu Kursen zu Kalligraphie. Ebenso werden Deutschkurse für Koreaner und Koreanischkurse für Österreicher angeboten. Darüber hinaus finden Ausstellungen, Vorträgen, Lesungen, Kulturabende, Konzerte, Seminare und Foren über aktuelle Themen statt.